# Le Rozel
Le Rozel é uma comuna francesa na região administrativa da Normandia, no departamento Mancha. Estende-se por uma área de 5,58 km². Em 2010 a comuna tinha 257 habitantes (densidade: 46,1 hab./km²).